# Евелін Ганді
Едіт Евелін Ганді (4 вересня 1920 , Гаттісбург  — 23 грудня 2007 ) — американська політична діячка. Друга жінка на посаді казначея штату Міссісіпі (після Нелли Мессі Бейлі, державної стягувачки податків у 1947). Пізніше обрана комісаркою зі страхування та 26-ю лейтенант-губернаторкою Міссісіпі.

## Ранні роки
Едіт Евелін Ганді народилася 1920 року в Гаттісбурзі, навчалася в Університеті Південного Міссісіпі та вивчала право в Школі права Університету Міссісіпі в Оксфорді. Як єдина жінка в класі юридичного факультету 1943 року, вона виграла державний ораторський конкурс. Вона також була першою жінкою-редакторкою Mississippi Law Journal і першою жінкою, обраною президентом студентського корпусу юридичного факультету.
Після закінчення юридичного факультету Ганді працювала секретаркою і помічницею кампанії сегрегаційного губернатора Міссісіпі і сенатора Сполучених Штатів Америки Теодора Більбо. Після смерті Більбо в 1947 році Ганді повернулася до Гаттісберга, щоб зайнятися адвокатською діяльністю.

## Політична діяльність
Демократка, Ганді була обрана у 1947 році до Палати представників штату Міссісіпі від округу Форрест. Ганді завоювала більш прогресивну репутацію в штаті, підтримавши законодавство, яке сприятиме збільшенню фінансування освіти та покращенню доступу до людських послуг. Ганді була співавторкою закону, який створив би медичний центр Університету Міссісіпі, єдину медичну школу та навчальну лікарню штату на той час.
У 1959 році Ганді була першою жінкою, призначеною помічницею генерального прокурора Міссісіпі, і в тому ж році її обрали державною скарбницею. Як скарбниця, Ганді була першою, хто вимагала, щоб державні гроші зберігалися на процентних рахунках. У 1963 році вона була обрана на другий термін скарбницею без інших кандидатів на цю посаду.
У 1972 році вона стала першою жінкою, обраною комісаркою із страхування, на посаді вона працювала над посиленням правил і контролем страхової галузі.
У 1975 році Ганді була обрана лейтенант-губернаторкою Міссісіпі, першою жінкою, яка обіймала цю посаду в Міссісіпі, і однією з перших жінок в країні, яка займала таке місце в уряді штату.
Ганді двічі балотувалася на посаду губернаторки Міссісіпі. Вона балотувалася в 1979 році, але зазнала поразки у першому турі праймериз Демократичної партії від Вільяма Вінтера, 386 174 (56,6 відсотка) проти 295 835 (43,4 відсотка). На праймеріз був виключений Джим Герінг, юрист з Кантону, який покинув партію і з 2001 по 2008 рік обіймав посаду голови Республіканської партії Міссісіпі. Ганді також програла праймеріз від Демократичної партії 1983 року генеральному прокурору Вільяму «Біллу» Аллену, 405 348 (52,4 відсотка) проти 367 953 (47,5 відсотка)). Після її смерті Вінтер назвав свою колишню внутрішньопартійну суперницю Ганді «однією з найбільш сумлінних і здібних державних лідерів Міссісіпі». Хоча Ганді відмовилася від своїх сегрегаційних поглядів у своїх губернаторських кампаніях, вважається, що ці позиції та її близькі стосунки з Більбо підірвали її підтримку серед афроамериканців, ключової частини виборців Демократичної партії Міссісіпі. З 1983 року і до смерті вона займалася приватною юридичною практикою в Гаттісбурзі. Ганді залишалася активною в демократичній політиці Міссісіпі до своєї смерті. Вона публічно підтримала Ела Гора на посаду президента США в 2000 році, а також відвідала візит голови Демократичної партії Говарда Діна до Міссісіпі в 2005 році. 

## Смерть
Ганді померла на 88-у році життя після тривалого нападу з прогресуючим над'ядерним паралічем, виснажливою хворобою, схожою на хворобу Паркінсона. Вона ніколи не одружувалась і не мала дітей.
Урочисте прощання з Евелін Ганді проходило в штаті 27 грудня 2007 року в ротонді Капітолію штату Міссісіпі в центрі Джексона. Прапори США та Міссісіпі на всіх державних будівлях і території були приспущені від сходу сонця 27 грудня 2007 року до заходу сонця 28 грудня 2007 року.

## Спадщина
У 2006 році був відкритий бульвар Евелін Ганді, неподалік міста Петал в її рідному окрузі Форрест .

## Нагороди та відзнаки
- Почесний підполковник штату Алабама ад'ютант, на замовлення губернатора Алабами Джорджа Воллеса ; 1972 рік
- Полковник штату Кентуккі , штат Кентуккі, на замовлення губернатора Кентуккі Венделла Х. Форда ; 1972 рік
- Премія служби людства коледжу Міссісіпі ; 1976 рік
- Почесний ступінь доктора права Blue Mountain College ; 1977 рік
- Ротарі-клуб Пола Гарріса 1978;
- Гуманітарна премія Національної асоціації психічного здоров'я ; 1979 рік
- Премія «Жінка року» Університету штату Міссісіпі; 1980 рік
- Міссісіпі року в уряді штату Міссісіпі; 1981 рік
- Премія Клубу обміну «Золоті справи»; 1982 рік
- Премія Школи права Міссісіпі за відмінність права; 1984 рік
- Жіноча політична група Міссісіпі премія Сьюзен Б. Ентоні за видатні заслуги перед штатом Міссісіпі; 1984 рік
- Зала слави випускників Університету Південного Міссісіпі ; 1985
- Медаль за відмінність жіночого університету Міссісіпі ; 1991
- Нагорода Міссісіпі Бар за життєві досягнення; 1994 рік
- Перша щорічна премія «Жіноча політична мережа» за видатні заслуги; 1994 рік
- Премія Демократичної партії Міссісіпі Джеймса О. Істленда ; 1995 рік
- Американська асоціація адвокатів Маргарет Брант Жінки-юристики за досягнення премії; 1997 рік
- Премія Асоціації жінок-юристів Міссісіпі за життєві досягнення; 1998 рік
- Нагорода лідерства Хаттісбургського жіночого форуму; 1998 рік
- Премія Лінді Боггс «Жінки на державній службі»; 1998 рік
- Премія головного судді адвокатури Міссісіпі; 1998 рік
- Нагорода Mississippi Bar Susie Blue Buchanan Award; 2003 рік